# 荒木友輔
荒木 友輔（あらき ゆうすけ、英:ARAKI Yusuke、1986年5月2日 - ）は、東京都青梅市出身のサッカー審判員レフェリー、国際主審。東京都サッカー協会所属。

## 来歴
都立北多摩高校サッカー部入部後、1年生から審判員資格を取得する部員を選ぶことになり、じゃんけんでその役回りとなって審判員資格の取得をはじめたのが審判員になったきっかけ。法政大学文学部3年生の時、全日本サッカー少年大会（現、JFA 全日本U-12サッカー選手権大会）の決勝で主審を任されたことをきっかけに本格的にプロフェッショナルレフェリーを意識し始める。2010年に大学卒業後、オフィススポデュケイションに勤務しながら福生市のジュニアサッカークラブ「GONA」にてコーチとして活動する傍ら、日本サッカー協会 (JFA) の審判養成学校であるJFAレフェリーカレッジに7期生として入学し、2011年に1級審判員の資格を取得。
2012年から日本フットボールリーグ (JFL) の主審を務め、翌年からは日本プロサッカーリーグ（Jリーグ）の主審も担当。2017年には前年限りで国際主審を引退した家本政明（當麻政明）に代わって国際主審に登録され、翌2018年2月1日からプロフェッショナルレフェリーとして活動している。
2023年にはFIFA U-20ワールドカップの担当審判員に三原純、聳城巧とともに選出。グループステージで2試合主審を務めたほかラウンド16、準々決勝では第4審を担当した。

## 経歴
- 1級審判員登録：2011年11月[4]
- Jリーグ(J1)初主審：2016年3月12日 サガン鳥栖対ヴァンフォーレ甲府戦（ベストアメニティスタジアム）
- Jリーグ(J2)初主審：2013年5月3日 松本山雅FC対ザスパクサツ群馬戦（松本平広域公園総合球技場）
- Jリーグ(J3)初主審：2014年3月9日 FC町田ゼルビア対藤枝MYFC戦（町田市立陸上競技場）
- Jリーグ(J3)初副審：2014年3月16日 福島ユナイテッドFC対グルージャ盛岡戦（とうほう・みんなのスタジアム）
- Jリーグ(カップ戦)初主審：2016年3月23日 ベガルタ仙台対アルビレックス新潟戦（ユアテックスタジアム仙台）

## 議論を呼んだ判定
2021年4月7日 J1第8節・FC東京対北海道コンサドーレ札幌（味の素スタジアム）
55分、札幌DFキム・ミンテがFC東京FWディエゴ・オリヴェイラをタッチライン際でファールで倒した際に、主審の荒木は当初「大きなチャンスの阻止（SPA）」と判断してイエローカードを提示したが、この判断にVAR（ビデオ・アシスタント・レフェリー）が介入。オンフィールド・レビューの結果を経て、キム・ミンテの「決定的な得点機会の阻止（DOGSO）」と判断を変え、レッドカードを提示した。VARの介入直前にFC東京の森重真人などが抗議していたため、あたかも選手の抗議によってVARが介入したように思われたのと、ゴールから遠い場所でのファールに「決定機阻止」の判断を下したことで、ネット上ではさまざまな意見が噴出した。
この判定に対し、DAZNで配信された「Jリーグジャッジ リプレイ」の中で、FIFA・AFC・JFA審判インストラクターの深野悦子は、一見するとイエローカード止まりのプレーにも見えるが、ゴール裏に近い方からのカメラで見るとDOGSOであることが明白なように見えると指摘、VARの介入が妥当だったと述べる一方、Jリーグ副理事長の原博実は「（SPAともDOGSOとも）どちらとも取れる案件」とVARの介入に疑問を投げかけたほか、Jリーグウォッチャーの平畠啓史はDOGSOの4要件のうち『（ファウルを受けなかった場合に）ボールをコントロール出来る可能性』に疑義を呈し、イエローカード相当ではないかとの見解を述べた。

## 出場記録

### 国内公式戦
| 国内大会個人成績 | 国内大会個人成績 | 国内大会個人成績 | 国内大会個人成績 | 国内大会個人成績 | 国内大会個人成績 | 国内大会個人成績 | 国内大会個人成績 | 国内大会個人成績 | 国内大会個人成績 | 国内大会個人成績 |
| 年度             | J1               | J1               | J2               | J2               | J3               | J3               | リーグ杯         | リーグ杯         | 天皇杯           | 天皇杯           |
| 年度             | 主審             | 副審             | 主審             | 副審             | 主審             | 副審             | 主審             | 副審             | 主審             | 副審             |
| ---------------- | ---------------- | ---------------- | ---------------- | ---------------- | ---------------- | ---------------- | ---------------- | ---------------- | ---------------- | ---------------- |
| 2012             | 0                | 0                | 0                | 0                | -                | -                | 0                | 0                | 1                | 0                |
| 2013             | 0                | 0                | 8                | 0                | -                | -                | 0                | 0                | 1                | 0                |
| 2014             | 0                | 0                | 0                | 0                | 12               | 12               | 0                | 0                | 0                | 0                |
| 2015             | 0                | 0                | 19               | 0                | 0                | 0                | 0                | 0                | 3                | 0                |
| 2016             | 10               | 0                | 11               | 0                | 0                | 0                | 4                | 0                | 1                | 0                |
| 2017             | 12               | 0                | 5                | 0                | 0                | 0                | 3                | 0                | 1                | 0                |
| 2018             | 20               | 0                | 3                | 0                | 0                | 0                | 4                | 0                | 2                | 0                |
| 2019             | 18               | 0                | 3                | 0                | 0                | 0                | 5                | 0                | 1                | 0                |
| 2020             | 22               | 0                | 8                | 0                | 0                | 0                | 1                | 0                | 0                | 0                |
| 2021             | 22               | 0                | 3                | 0                | 0                | 0                | 1                | 0                | 1                | 0                |
| 2022             | 14               | 0                | 0                | 0                | 0                | 0                | 0                | 0                | 1                | 0                |
| 2023             | 10               | 0                | 2                | 0                | 0                | 0                | 2                | 0                | 3                | 0                |
| 2024             | 17               | 0                | 1                | 0                | 0                | 0                | 2                | 0                | 2                | 0                |
| 通算             | 145              | 0                | 63               | 0                | 12               | 12               | 22               | 0                | 17               | 0                |

- VAR、AVAR、AAR（追加副審）

| 国内大会個人成績 | 国内大会個人成績 | 国内大会個人成績 | 国内大会個人成績 |
| 年度             | VAR              | AVAR             | AAR              |
| ---------------- | ---------------- | ---------------- | ---------------- |
| 2016             | -                | -                | 1                |
| 2017             | -                | -                | 2                |
| 2018             | -                | -                | 4                |
| 2019             | 0                | 1                | 1                |
| 2020             | 0                | 0                | -                |
| 2021             | 10               | 0                | -                |
| 通算             | 10               | 1                | 8                |

- 日本フットボールリーグ（JFL)

| JFL個人成績 | JFL個人成績 | JFL個人成績 |
| 年度        | 主審        | 副審        |
| ----------- | ----------- | ----------- |
| 2012        | 7           | 7           |
| 2013        | 7           | 0           |
| 通算        | 14          | 7           |

- その他の国内公式戦
  - 全国高等学校総合体育サッカー競技大会（2010）
  - 関東大学サッカーリーグ（2011、2012、2014）
  - 高円宮杯 JFA U-18サッカープレミアリーグ（2011、2012、2014)
  - 総理大臣杯全日本大学サッカートーナメント（2011）
  - 関西学生サッカーリーグ（2011）
  - 天皇杯 JFA 全日本サッカー選手権（2012〜）
  - 全国高等学校サッカー選手権（2012〜2017）
  - 日本クラブユースサッカー選手権（2012、2013）
  - 全日本大学サッカー選手権（2012〜2014）
  - 全国地域サッカーチャンピオンズリーグ（2012）
  - スーパーカップ（2021、2023）

### 国際試合

#### AFCチャンピオンズリーグ/エリート
| 国際大会個人成績 | 国際大会個人成績 | 国際大会個人成績 | 国際大会個人成績 | 国際大会個人成績 |
| 年度             | ACL/ACLE         | ACL/ACLE         | ACL予選          | ACL予選          |
| 年度             | 主審             | 副審             | 主審             | 副審             |
| ---------------- | ---------------- | ---------------- | ---------------- | ---------------- |
| 2020             | 0                | 0                | 1                | 0                |
| 2021             | 0                | 0                | 0                | 0                |
| 2022             | 2                | 0                | 0                | 0                |
| 2023-24          | 2                | 0                | 0                | 0                |
| 2024-25          | 4                | 0                | 0                | 0                |
| 通算             | 8                | 0                | 1                | 0                |

- その他の国際試合
  - AFC U-16選手権マレーシア（2018）
  - 第30回ユニバーシアード競技大会（2019）
  - 2023 FIFA U-20ワールドカップ (2023)

## 決勝担当
| 開催年月日     | 大会                                                 | 対戦カード               | 対戦カード            | 結果        | 会場                         | 担当     |
| -------------- | ---------------------------------------------------- | ------------------------ | --------------------- | ----------- | ---------------------------- | -------- |
| 2013年8月3日   | 第37回日本クラブユースサッカー選手権大会             | サンフレッチェ広島ユース | 横浜F・マリノスユース | 1-4         | ニッパツ三ツ沢球技場         | 主審     |
| 2016年11月29日 | 2016J1昇格プレーオフ                                 | セレッソ大阪             | ファジアーノ岡山      | 1-0         | キンチョウスタジアム         | 第4審    |
| 2016年12月4日  | 明治安田生命2016Jリーグチャンピオンシップ 決勝 第1戦 | 鹿島アントラーズ         | 浦和レッズ            | 0-1         | 県立カシマサッカースタジアム | 追加副審 |
| 2017年1月9日   | 第96回全国高等学校サッカー選手権大会                 | 青森山田                 | 前橋育英              | 5-0         | 埼玉スタジアム2002           | 主審     |
| 2018年1月1日   | 第97回天皇杯全日本サッカー選手権大会                 | セレッソ大阪             | 横浜F・マリノス       | 2-1         | 埼玉スタジアム2002           | 追加副審 |
| 2018年10月27日 | 2018JリーグYBCルヴァンカップ                         | 湘南ベルマーレ           | 横浜F・マリノス       | 1-0         | 埼玉スタジアム2002           | 追加副審 |
| 2019年10月26日 | 2019JリーグYBCルヴァンカップ                         | 北海道コンサドーレ札幌   | 川崎フロンターレ      | 3-3 (PK4-5) | 埼玉スタジアム2002           | 主審     |
| 2021年1月1日   | 天皇杯 JFA 第100回全日本サッカー選手権大会           | 川崎フロンターレ         | ガンバ大阪            | 1-0         | 国立競技場                   | 第4審    |
| 2021年2月20日  | FUJI XEROX SUPER CUP 2021                            | 川崎フロンターレ         | ガンバ大阪            | 3-2         | 埼玉スタジアム2002           | 主審     |
| 2021年12月19日 | 天皇杯 JFA 第101回全日本サッカー選手権大会           | 浦和レッズ               | 大分トリニータ        | 2-1         | 国立競技場                   | 主審     |
| 2022年10月16日 | 天皇杯 JFA 第102回全日本サッカー選手権大会           | ヴァンフォーレ甲府       | サンフレッチェ広島    | 1-1 (PK5-4) | 日産スタジアム               | VAR      |
| 2023年2月11日  | FUJIFILM SUPER CUP 2023                              | 横浜F・マリノス          | ヴァンフォーレ甲府    | 2-1         | 国立競技場                   | 主審     |